# Ameles spallanzania
Ameles spallanzania — один з дрібних видів богомолів південноєвпропейського роду Ameles. Дорослі самці тендітні й крилаті, непогано літають, самиці більш кремезні, черевце розширене до заднього кінця, часто загнуте догори, обидві пари крил сильно вкорочені. Вид поширений у Південній Європі від Португалії до Греції, а також у Північній Африці від Марокко до Лівії.
Вид названий на честь італійського натураліста та природодослідника Ладзаро Спалланцані.

## Опис
Тіло невелике, вохристе або зелене. Самці тендітні, крилаті, довжиною 2,5-4 см. Задні крила самців прозорі, жовтуваті, надкрила повністю покривають черевце. Самиці кремезніші, тіло 1,8-2,7 см, крила сильно вкорочені, коротші за передньоспинку. Черевце самиці розширене поза серединою.

## Ареал
Поширений у північному Середземномор'ї та Північній Африці. Ареал охоплює Португалію, Іспанію, південні департаменти Франції, Італію, Хорватію, Албанію, Грецію. Мешкає також в Марокко, Алжирі, Тунісі, Лівії.
Розширює свій ареал на півночі Італії впродовж 2010-х років, також відмічені окремі особини в Німеччині. У північних регіонах змінюється тривалість циклу розвитку: подовжується діапауза яєць в оотеці.